# Prästeståndets ledamöter vid riksdagen 1853–1854
Vid riksdagen 1853–1854 ingick följande ledamöter i prästeståndet.
Biskoparna och pastor primarius i Stockholm var självskrivna, medan övriga präster utsågs för respektive stift. Prästerskapet i Stockholms stad utsåg egna företrädare. Därtill skulle universiteten samt Vetenskapsakademien utse riksdagsmän, vilka skulle ingå i prästerskapet i dess egenskap av det lärda ståndet. Uppsala och Lunds universitet skulle utse vardera minst en, högst två riksdagsmän, som skulle vara "Profeßor från de werldslige Faculteterna", medan Vetenskapsakademien skulle utse två "Ofrälse Civile Ledamöter" som riksdagsmän.
Stiften förtecknas i den ordning de anges i prästeståndets protokoll.

### Uppsala ärkestift
- Ärkebiskop Hans Olof Holmström
- Carl Fredrik Björkman
- Johan Erik Forssell
- Henrik Gerhard Lindgren
- Abraham Nordström
- Emanuel Schram

### Linköpings stift
- Biskop Johan Jacob Hedrén (frånvarande)
- Per Conrad Arosenius
- Anders Jacob Broman
- Anders Jacob Danielsson Cnattingius
- Anders Fredrik Sondén
- Jon Wåhlander

### Skara stift
- Biskop Johan Albert Butsch
- Per Olof Carlander
- Per Hasselrot (död 4/9 1854)
  - Sven Lundblad (från 8/11 1854)
- Gustaf Linnarsson
- Ture Wensjoe

### Strängnäs stift
- Biskop Thure Annerstedt
- Johan Daniel Gellerstedt
- Wilhelm Gumælius
- Johan Peter Kullman
- Anders Lagergren

### Västerås stift
- Biskop Christian Eric Fahlcrantz
- Karl Daniel Arosenius
- Carl Olof Björling
- Axel Eurén
- Esaias Magnus Tegnér
- Johan Paul Immanuel Tellbom

### Växjö stift
- Biskop Christopher Isac Heurlin
- Anders Gustaf Ahlstrand
- Johan Magnus Almqvist
- Anders Melander

### Lunds stift
- Biskop Wilhelm Faxe (frånvarande)
- Christian Gissel Berlin
- Ebbe Gustaf Bring
- Lars Paulus Holmberg
- Jakob Nilsson Quiding

### Göteborgs stift
- Biskop Anders Bruhn (frånvarande)
- Karl Erik Lindberg
- Johan Henrik Thomander
- Anders Peter Tranéus

### Kalmar stift
- Biskop Paulus Genberg
- Johan Israel Melén
- Anders Sandberg (präst)

### Karlstads stift
- Biskop Carl Adolph Agardh (frånvarande)
- Adolf Fredrik Althar
- Johan Magnus Malmstedt

### Härnösands stift
- Biskop Israel Bergman
- Nils Nordlander
- Jonas Bernhard Runsten
- Adolf Säve

### Visby stift
- Biskop Carl Erik Hallström
- Johan Gahne
- Daniel Söderberg

### Stockholms stad
- Pastor primarius Abraham Zacharias Pettersson
- Johan Vilhelm Beckman
- Josef Nordlund
- Josef Wallin

### Uppsala universitet
- Fredrik Ferdinand Carlson

### Lunds universitet
- Mortimer Agardh

### Vetenskapsakademien
- Johan Jakob Nordström
- Nils Haqvin Selander